# Дейер, Пётр Антонович
Пётр Антонович Дейер (8 [20] января 1832, Вологда — 15 [28] июля 1911, Санкт-Петербург) — русский юрист, государственный и судебный деятель, сенатор, действительный тайный советник.

## Биография
Родился 8 (20) января 1832 года в семье жандармского офицера. Его отец Антон Фёдорович Дейер (1790—1837) служил в Вологде.
Окончил Императорское училище правоведения 15 мая 1852 года, IX-м классом, и в этом же году поступил в канцелярию Правительствующего сената, где и продолжал дальнейшую службу.
В 1866 году был переведён в Московский окружной суд, где назначен товарищем председателя; с 1870 года — председатель Московского окружного суда.
В 1877 году, с 18 декабря был назначен сенатором, затем обер-прокурором уголовного кассационного департамента Сената, он впоследствии неоднократно исполнял должность первоприсутствующего в особом Присутствии Правительствующего сената для суждения дел о государственных преступлениях в 1882 и с 1887 по 1906 годы. Был первоприсутствующим общего собрания 1-го, 2-го Департаментов и Департамента герольдии Правительствующего Сената.
Также он был первоприсутствующим на судебных процессах С. Нечаева, «20-ти», А. Ульянова, И. Каляева.
Умер 15 (28) июля 1911 года.

## Мнение современников
А. Ф. Кони вспоминал :
«… Впоследствии, сделавшись обер-прокурором, я ближе узнал этого человека и постиг всю глубину омерзения, которое возбуждает его духовная личность, облеченная в соответствующую физическую оболочку. Маленький, с шаткой походкой и трясущейся головой, преисполненный злобы против всех и вся, яростный ругатель власти и в то же время её бездушный и услужливый раб, Петр Антонович Дейер импонировал многим своим злым языком и дерзким, вызывающим тоном.

Сенаторы его боялись, и нужно было употреблять большое напряжение, чтобы в некоторых случаях парализовать его влияние, а влияние это всегда было вредным. По преступлениям против веры он никогда не знал никакой терпимости и с большим искусством комкал кассационные поводы, чтобы свести их к желанному „без последствий“. Я не помню в этих делах ни одной кассационной жалобы, которую бы он уважил…

…Не щадивший ругательных эпитетов против представителей власти всех степеней, Дейер, однако, охотно принял на себя обязанности первоприсутствующего особого присутствия по политическим делам в сенате и проявил по ним такое черствое инквизиторство, что все порядочные люди в сенате радовались, когда подобные дела, по тем или другим соображениям, передавались в военный суд, вообще гораздо более гуманный, чем суд господ сенаторов. Об этой передаче мог пожалеть исключительно г-н Дейер, который приобрел привычку после каждого дела со смертными приговорами получать из министерства юстиции крупную сумму для поправления своего драгоценного здоровья.»

## Награды
За службу удостоен ряда высших российских орденов:
- орден Св. Владимира 4-й ст.
- орден Св. Станислава 2-й ст. с императорской короной (1861)
- орден Св. Анны 2-й ст. (1864)
- орден Св. Владимира 3-й ст. (1869)
- орден Св. Станислава 1-й ст. (1874)
- орден Св. Анны 1-й ст. (1881)
- орден Св. Владимира 2-й ст. (1886)
- орден Белого орла (1890)
- орден Св. Александра Невского (1895; бриллиантовые знаки к ордену — 1907)
- орден Св. Владимира 1-й ст.

## Адрес в Санкт-Петербурге
г. Санкт-Петербург ул. Воскресенская д. 17